# Kênh Tri Tôn
Kênh Tri Tôn (tên khác: Kênh Vĩnh Tre) là một con kênh đổ ra Sông Hậu. Kênh có chiều dài 63 km. Kênh Tri Tôn chảy qua các tỉnh Kiên Giang, An Giang.